# Vienna Open 1999 - Qualificazioni singolare
Le qualificazioni del singolare al Vienna Open 1999 sono state un torneo di tennis preliminare per accedere alla fase finale della manifestazione. I vincitori dell'ultimo turno sono entrati di diritto nel tabellone principale. In caso di ritiro di uno o più giocatori aventi diritto a questi sono subentrati i lucky loser, ossia i giocatori che hanno perso nell'ultimo turno ma che avevano una classifica più alta rispetto agli altri partecipanti che avevano comunque perso nel turno finale.
Le qualificazioni del torneo Vienna Open 1999 prevedevano 16 partecipanti di cui 4 sono entrati nel tabellone principale.

## Teste di serie
1. Arnaud Clément (Qualificato)
2. Daniel Vacek (ultimo turno)
3. Ján Krošlák (primo turno)
4. Jeff Tarango (Qualificato)

1. Lars Burgsmüller (primo turno)
2. Orlin Stanojčev (ultimo turno)
3. George Bastl (Qualificato)
4. Lorenzo Manta (ultimo turno)

## Qualificati
1. Arnaud Clément
2. George Bastl

1. Lars Burgsmüller
2. Jeff Tarango

## Tabellone

### Legenda
| - Q = Qualificato - WC = Wild card - LL = Lucky loser | - ALT = Alternate - SE = Special Exempt - PR = Protected Ranking | - w/o = Walkover - r = Ritirato - d = Squalificato |

### Sezione 1
|  | Primo turno | Primo turno    | Primo turno    | Primo turno | Primo turno |  |  | Ultimo turno | Ultimo turno   | Ultimo turno   | Ultimo turno | Ultimo turno |  |
|  |             |                |                |             |             |  |  |              |                |                |              |              |  |
|  | 1           | Arnaud Clément | Arnaud Clément | 6           | 6           |  |  |              |                |                |              |              |  |
|  |             | Timothy Aerts  | Timothy Aerts  | 3           | 3           |  |  | 1            | Arnaud Clément | Arnaud Clément | 6            | 6            |  |
|  | 8           | Lorenzo Manta  | Lorenzo Manta  | 6           | 6           |  |  | 8            | Lorenzo Manta  | Lorenzo Manta  | 4            | 2            |  |
|  |             | Radek Štěpánek | Radek Štěpánek | 4           | 0           |  |  |              |                |                |              |              |  |

### Sezione 2
|  | Primo turno | Primo turno    | Primo turno  | Primo turno | Primo turno |  |  | Ultimo turno | Ultimo turno | Ultimo turno | Ultimo turno | Ultimo turno |  |
|  |             |                |              |             |             |  |  |              |              |              |              |              |  |
|  | 2           | Daniel Vacek   | 7            | 2           | 6           |  |  |              |              |              |              |              |  |
|  |             | Rainer Falenti | 5            | 6           | 3           |  |  | 2            | Daniel Vacek | Daniel Vacek | 3            | 3            |  |
|  | 7           | George Bastl   | George Bastl | 6           | 6           |  |  | 7            | George Bastl | George Bastl | 6            | 6            |  |
|  |             | Gerald Mandl   | Gerald Mandl | 1           | 2           |  |  |              |              |              |              |              |  |

### Sezione 3
|  | Primo turno | Primo turno      | Primo turno | Primo turno | Primo turno |  |  | Ultimo turno     | Ultimo turno     | Ultimo turno     | Ultimo turno | Ultimo turno |  |
|  |             |                  |             |             |             |  |  |                  |                  |                  |              |              |  |
|  |             | Julien Boutter   | 1           | 6           | 7           |  |  |                  |                  |                  |              |              |  |
|  | 3           | Ján Krošlák      | 6           | 3           | 6           |  |  | Julien Boutter   | Julien Boutter   | Julien Boutter   | 3            | 4            |  |
|  |             | Lars Burgsmüller | 6           | 6           | 6           |  |  | Lars Burgsmüller | Lars Burgsmüller | Lars Burgsmüller | 6            | 6            |  |
|  | 5           | Martin Damm      | 7           | 4           | 3           |  |  |                  |                  |                  |              |              |  |

### Sezione 4
|  | Primo turno | Primo turno      | Primo turno      | Primo turno | Primo turno |  |  | Ultimo turno | Ultimo turno    | Ultimo turno    | Ultimo turno | Ultimo turno |  |
|  |             |                  |                  |             |             |  |  |              |                 |                 |              |              |  |
|  | 4           | Jeff Tarango     | Jeff Tarango     | 6           | 6           |  |  |              |                 |                 |              |              |  |
|  |             | Andrej Stoljarov | Andrej Stoljarov | 4           | 4           |  |  | 4            | Jeff Tarango    | Jeff Tarango    | 6            | 6            |  |
|  | 6           | Orlin Stanojčev  | Orlin Stanojčev  | 6           | 6           |  |  | 6            | Orlin Stanojčev | Orlin Stanojčev | 2            | 1            |  |
|  |             | Ivo Heuberger    | Ivo Heuberger    | 4           | 4           |  |  |              |                 |                 |              |              |  |